# Geoquímica

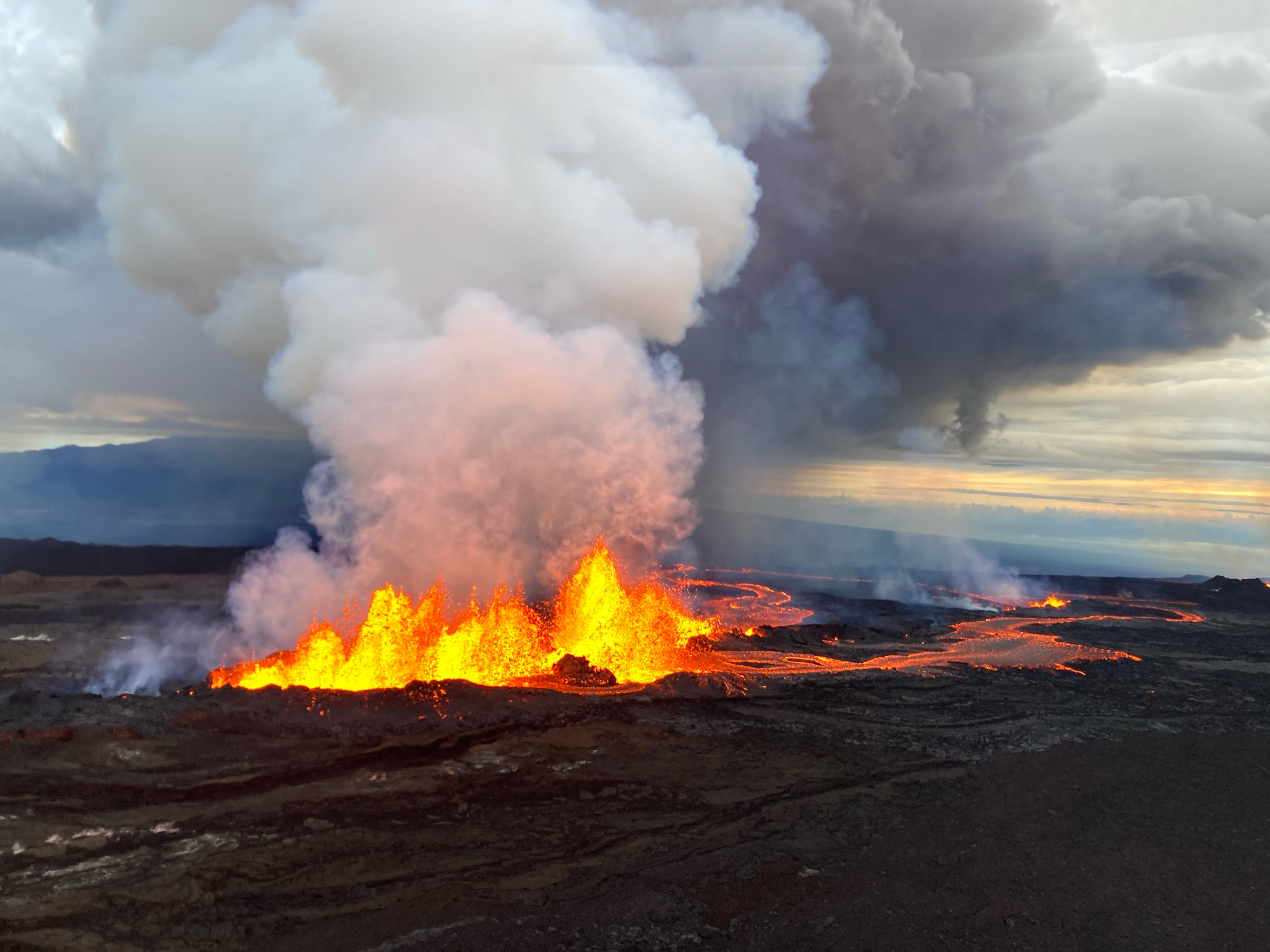
Erupció al volcà Mauna Loa.

La geoquímica és la branca de la geologia i de la química que estudia la composició i el comportament químic de la Terra, determinant l'abundància absoluta i relativa dels elements químics, distribució i migració dels elements entre les diferents parts que conformen la Terra,

## Orígens de la geoquímica
El terme «geoquímica» fou encunyat el 1838 pel químic i físic alemany-suís Christian Friedrich Schönbein (1799-1868), professor de química i física a la Universitat de Basilea i més conegut per ser el descobridor de l'ozó. Escriví: «En una paraula, s'hauria de posar en marxa una geoquímica comparativa… abans que el misteri de la gènesi dels nostres planetes i de la seva matèria inorgànica pugui ser revelat». És una descripció precisa del que ha esdevingut la geoquímica, amb la qualificació que també inclou l'estudi de la matèria orgànica no viva.
No obstant això, les arrels de la geoquímica són molt més antigues i estan íntimament vinculades amb les arrels de la química. El tractat de Georgius Agrícola (1490-1555) del 1556 sobre mineria i metal·lúrgia, De re metallica, podria ser considerat com el primer text sobre geoquímica, però el Lehrbuch der chemischen und physikalischen Geologie en quatre volums del químic alemany Karl Gustav Bischof (1792-1870) mereix més aquesta distinció perquè s'hi destaca la importància de l'aigua en els cicles geoquímics. També el francès Jacques-Joseph Ebelmen (1814–1852) el 1845 assenyalà la importància de les plantes en la meteorització de silicats i de la fauna marina en la precipitació de productes de meteorització a l'oceà, establint efectivament el cicle del carboni com el coneixem avui dia. El Allgemeine und chemische Geologie de tres volums de Justin Roth (1879) reemplaçà el de Bischof com el text estàndard de geoquímica i continuà sent àmpliament citat fins al segle xx.

### Frank W. Clarke
El químic estatunidenc Frank W. Clarke (1847–1931) escriví el 1873 un article premonitori excepcional titulat Evolution and the Spectroscope, on especulava que la química de l'univers havia evolucionat amb el temps, amb els elements lleugers havent-se format abans que els més pesants, basant-se en observacions de la composició estel·lar fetes amb l'astrospectrògraf recentment desenvolupat. Anys després, l'elaboració d'aquesta idea preveu la teoria nucleosintètica moderna. Altres contribucions importants de Clarke inclouen una compilació de densitats específiques, punts d'ebullició i punts de fusió de compostos químics per a la sèrie de la Smithsonian Institution Les Constants de la Naturalesa, un llibre de química (1884), un resum ampli de la química de les roques i les aigües naturals, i Les Dades de Geoquímica (1908), la seva obra més citada. Clarke resumeix amb encert l'objectiu de la geoquímica a la cinquena edició d'aquesta obra: «Determinar quins canvis són possibles, com i quan tenen lloc, observar els fenòmens que els acompanyen i notar el seu resultat final són les funcions del geoquímic.»

### Victor M. Goldschmidt

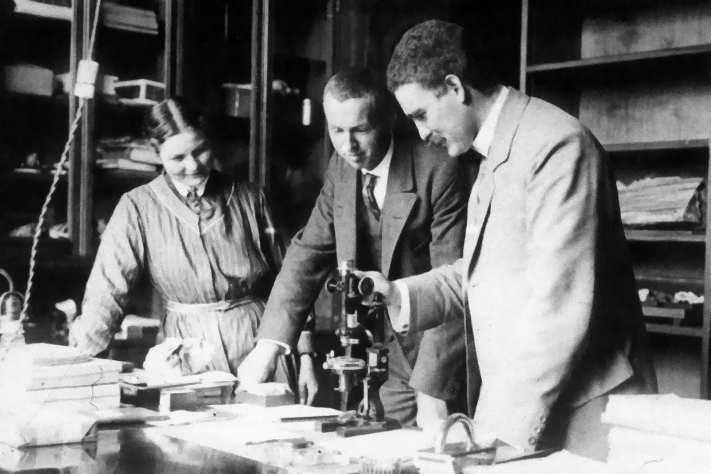
Goldschmidt (dreta) amb els seus col·laboradors el 1915 a la Universitat d'Oslo.

Victor M. Goldschmidt naixé a Zúric el 1888 i es traslladà a Oslo el 1901, on es doctorà i el 1911 fou nomenat professor i director de l'Institut Mineralògic. El seu treball sobre les roques metamòrfiques i magmàtiques del sud de Noruega en aquell moment és notable per ser la primera aplicació de la regla de les fases de Gibbs a la petrologia. Utilitzant l'espectrògraf de raigs X recentment inventat, Goldschmidt descobrí que els elements de nombre atòmic parell tenien una abundància més alta que els de nombre atòmic senar, la qual cosa era clau per a l'estructura nuclear. Analitzant les estructures minerals amb el difractòmetre de raigs X de recent invenció, descobrí que els radis atòmics dels elements de la sèrie de les terres rares decreixien amb el nombre atòmic, fet que anomenà la «contracció lantànida».
Juntament amb els seus col·laboradors, determinà els radis iònics de 67 elements abans del 1925 i deduí relacions ben conegudes avui dia entre el radi iònic, la càrrega iònica, el nombre atòmic i el grup de la taula periòdica. Això donà lloc a les regles de Goldschmidt per a la substitució. Els seus articles sobre la diferenciació de la Terra s'anticiparen a les teories modernes sobre la formació i l'evolució de la Terra. Considerant les propietats dels elements i en quines fases es trobaven als meteorits, Goldschmidt dividí els elements en atmòfils, litòfils, sideròfils i calcòfils i argumentà que els primers tres grups es concentraven a l'atmosfera-hidrosfera, l'escorça i el mantell, i el nucli, respectivament, una classificació encara en ús avui dia. Reconegué que les abundàncies còsmiques dels elements es podien deduir millor dels meteorits i del valor de les argiles glacials com a mostres de l'escorça terrestre, un enfocament que encara es fa servir avui dia.
El 1929, Goldschmidt acceptà una càtedra a l'Institut Mineralògic de la Universitat de Göttingen i posteriorment publicà articles sobre el cicle del carboni destacant la importància de les reaccions bioquímiques. També assenyalà que la quantitat de CO₂ alliberada per la combustió de combustibles fòssils superava amb escreix el flux volcànic i augmentava el contingut de CO₂ a l'atmosfera.

### Vladímir Vernadsky

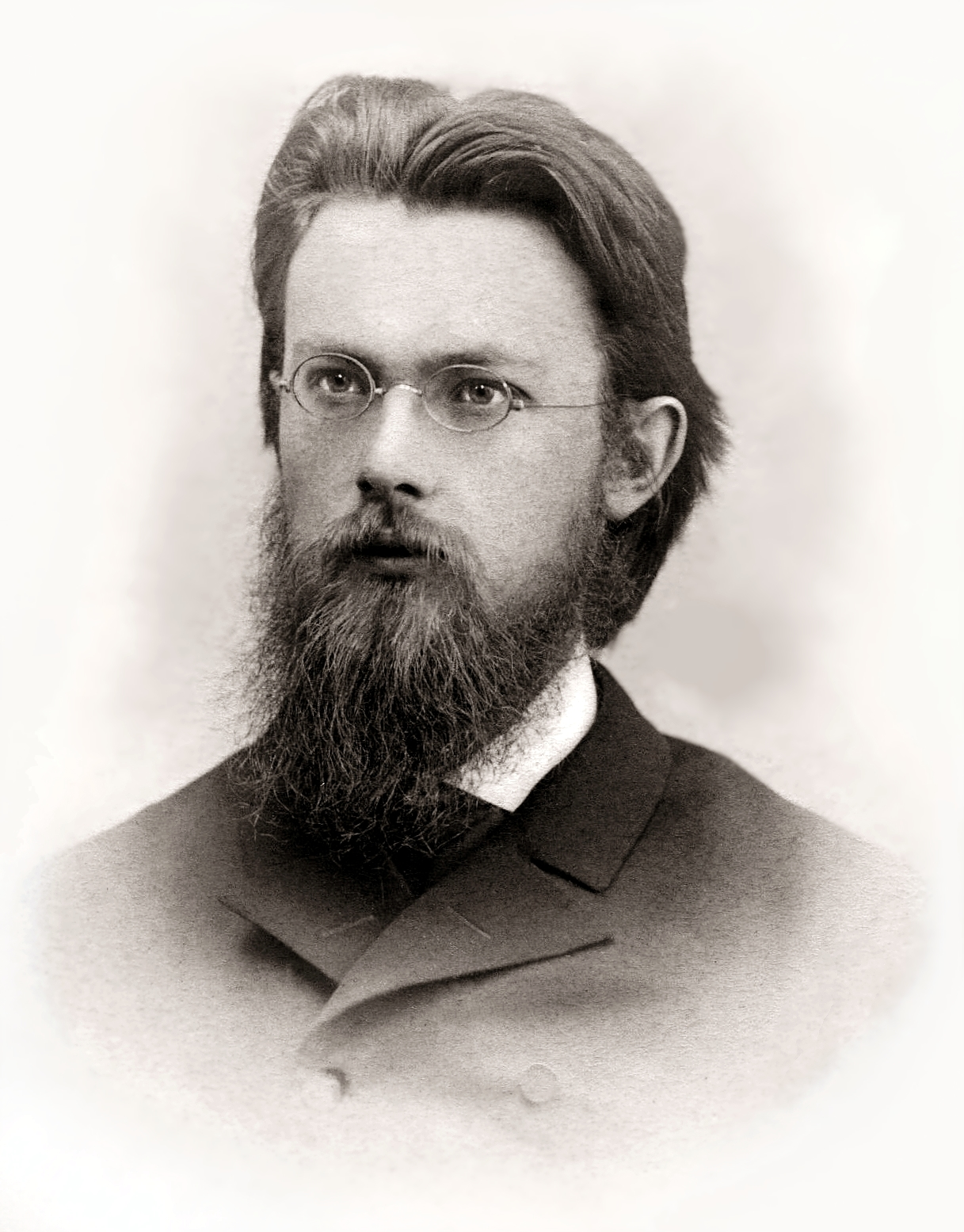
Vladímir Vernadski el 1889.

Vladímir Vernadski (1863–1945) naixé a Sant Petersburg, de pares ucrainesos, es doctorà en mineralogia de la Universitat de Moscou el 1897 i hi fou nomenat professor el 1898. Fou un dels primers a reconèixer-ne la importància de la recentment descoberta desintegració radioactiva com a font d'energia terrestre. Quan els bolxevics prengueren el poder, es traslladà a Kiiv. Malgrat la convulsió política i la violència de la Guerra Civil russa, inicià la feina per la qual és més conegut: la biogeoquímica, un terme que encunyà; i l'elaboració del concepte de la biosfera, un terme encunyat prèviament pel geòleg austríac Eduard Suess (1831-1914). Vernadski argumentava que la vida no era independent del seu entorn, sinó que era ella mateixa una força geològica que afectava i era afectada pel món inert. Aquesta idea fou popularitzada el 1972 pel químic anglès James E. Lovelock (1919-1922) com a hipòtesi Gaia.
Vernadski acceptà una invitació per ensenyar a la Sorbona de París el 1922 i treballà en radioactivitat amb Marie Curie (1867-1934). El 1924 publicà La géochimie. A Rússia el 1926, publicà un altre llibre seminal, La biosfera, dirigí estudis sobre el permagel, els recursos minerals i la determinació de la composició dels éssers vius i la relació entre la salut, incloent-hi la salut humana, i l'excés o la manca d'elements com el iode, el calci i el bari a l'entorn local. Liderà un programa per a la concentració d'aigua pesant i inicià la construcció del primer ciclotró en la Unió Soviètica. Vernadski demanà al govern posar en marxa un programa de desenvolupament de l'energia nuclear i identificar dipòsits d'urani dins de l'URSS. La feina de Vernadski fou gairebé obviada a l'Occident fins als anys 1980 i el seu redescobriment ha influït significativament no només en la geoquímica, sinó també en camps com l'ecologia i la microbiologia.

## Geocronologia

Cadena de desintegració de l'actini que s'inicia en l'U-235 i acaba en el Pb-207.

El descobriment de la radioactivitat per part del físic francès Henri Becquerel (1852-1908) el 1896 revolucionà la física, la química i la geoquímica. Ja el 1905, se sabia que l'urani i el tori es descomponien a través d'una cadena de desintegració que incloïa el radi i el poloni; però es desconeixia en quin element acabava. El químic de la Universitat Yale Bertram Boltwood (1870-1927) proposà que era el plom i que la seva concentració en minerals d'urani permetria mesurar el temps geològic (datació urani-plom), calculant que l'edat de la Terra era superior a 2,2 mil milions d'anys (2,2 Ga), molt més antiga del que se suposava. Així naixé la geocronologia radiomètrica.
El químic anglès Frederick Soddy (1877-1956) proposà l'existència d'isòtops el 1913 i el també químic anglès Francis W. Aston (1877-1945) els confirmà el 1919. Aleshores ja s'entenia que l'urani es desintegrava fins Pb-206 i el tori fins a Pb-208. No obstant això, el 1918 Frank W. Clarke qüestionà la tècnica de Boltwood perquè Clarke havia trobat que el plom uranogènic tenia una massa atòmica variable, de fins a 206,8, inconsistent amb la producció radiogènica de Pb-206. El problema se solucionà el 1935 amb el descobriment de l'U-235 que dona Pb-207. L'alemany Friedrich Georg Houtermans (1903-1966) el 1953 establí l'edat de la Terra en 4,5 ± 0,3 mil milions d'anys (4,5 ± 0,3 Ga) basant-se en la composició isotòpica del plom en minerals i la composició isotòpica inicial del sistema solar mesurada en meteorits de ferro.

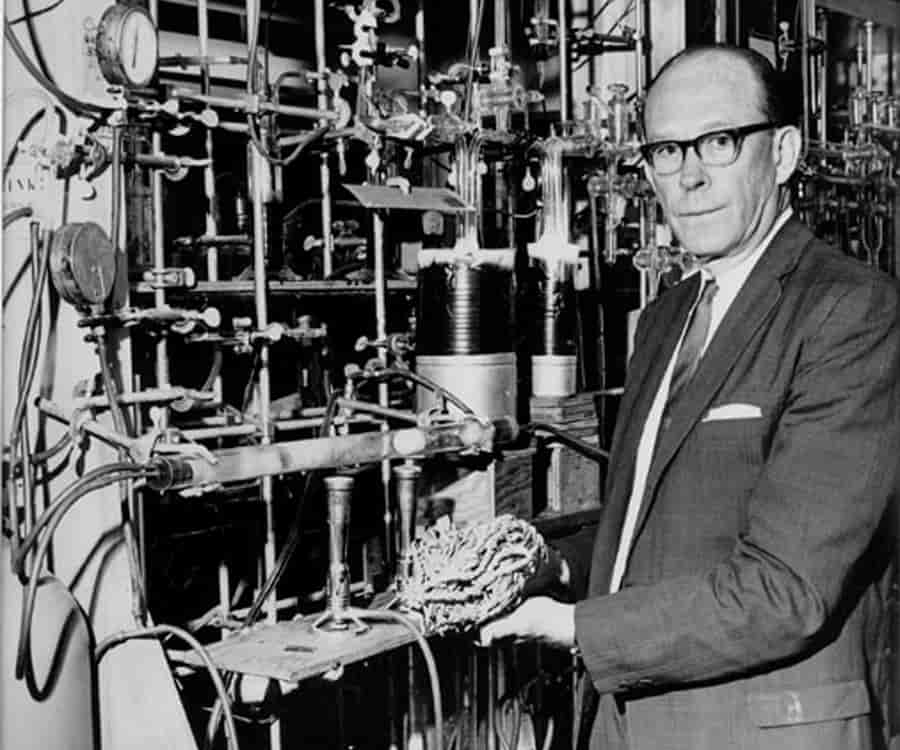
Willard F. Libby al seu laboratori.

A l'Institut Enrico Fermi Harrison Brown (1917-1985) i alguns dels seus companys com Harold C.Urey (1893-1981) i Willard F. Libby (1908-1980), iniciaren la «geoquímica nuclear» i el geoquímic estatunidenc Clair C. Patterson (1922-1995) arribà a la conclusió que, a partir d'estàndards meteorítics i terrestres, la Terra tenia 4,55 ± 0,07 mil milions d'anys (4,55 ± 0,07 Ga), valor acceptat en l'actualitat.
A mitjà del segle XX Willard F. Libby desenvolupà el mètode de datació basada en el carboni 14 (pel qual guanyà el Premi Nobel de Química el 1960), i en les dècades següents seguiren altres esquemes de datació de núclids cosmogònics. El 1956, Thomas Aldrich mostrà que el sistema de descomposició rubidi-estronci 87Rb/87Sr podia ser utilitzat com a geocronòmetre. Al mateix temps, Jerry Wasserburg i R.D. Russell, desenvoluparen el mètode de datació per potassi-argó 40K/40Ar. Posteriorment també s'han emprat els sistemes samari-neodimi, luteci-hafni i reni-osmi.
La descoberta que l'heli 3 primordial s'estava filtrant als oceans a través de l'escorça oceànica obrí el camp de la geoquímica isotòpica dels gasos nobles el 1969. La identificació de variacions isotòpiques en altres gasos nobles revelà heterogeneïtat primordial a l'interior profund de la Terra. Això completà les eines del geoquímic isotòpic radiogènic, tot i que els desenvolupaments en les tècniques analítiques han continuat millorant-les en les dècades següents.

## Geoquímica d'isòtops

### Geoquímica isotòpica radiogènica

Subducció de l'escorça cap el mantell que retorna a través d'un volcà.

Les proporcions isotòpiques radiogèniques ajudaren a la comprensió de l'evolució de l'escorça i el mantell de la Terra. L'estatunidenc Paul W. Gast (1930-1973) el 1960 mesurà les proporcions isotòpiques d'estronci en granits de l'escorça i basalts procedents del mantell, demostrant una important diferència entre ells, però també conclogué que la Terra no contenia K, Rb, Cs, U, Ba i Sr en les proporcions que es troben en condrites (meteorits no metàl·lics que no han patit processos de fusió o de diferenciació als asteroides de què procedeixen). Estudis posteriors demostraren heterogeneïtat isotòpica de plom i estronci en el mantell, i quedà clar que els basalts d'illes oceàniques provenen d'un tipus de mantell diferent dels basalts submarins de dorsals oceàniques. Aquests últims tenien composicions coherents amb la fusió parcial del mantell empobrit en elements incompatibles, és a dir, elements que no es podien acomodar bé en minerals del mantell, a causa d'un episodi previ de fusió. Els basalts d'illes oceàniques no tenien aquesta signatura empobrida. Basant-se en part en aquesta diferència, el 1971 W. Jason Morgan (1925-2023) proposà que els volcans d'illes oceàniques eren produïts per corrents de convecció des del mantell inferior. El mateix any Richard Lee Armstrong (1937-1991) conclogué que els sediments s'estaven subduint al mantell juntament amb l'escorça oceànica i contribuïen a la font d'aquests volcans oceànics. El que era més significatiu era que l'escorça podia ser destruïda i reciclada al mantell. Fouad Tera i els seus col·laboradors el 1986 descobriren beril·li 10 en arcs de lava. Com que el Be-10 es produeix només a l'atmosfera pels raigs còsmics i té un període de semidesintegració d'1,4 milions d'anys, això era una evidència decisiva de la subducció de sediments al mantell. Hofmann i White (1982) argumentaren que els corrents del mantell estaven formats, en part, per escorça oceànica subduïda i sediments. Les evidències posteriors han fet que aquesta explicació sigui àmpliament acceptada.
La composició isotòpica d'estronci a l'aigua oceànica és uniforme (87Sr/86Sr = 0,709172 ± 0,000023), però varia amb el temps, reflectint l'equilibri entre les aportacions dels sistemes hidrotermals de les dorsals oceàniques i l'erosió. Els sediments carbonatats registren aquesta variació i proporcionen una eina geocronoestratigràfica per datar els sediments marins (cornoestratigrafia isotòpica de Sr). A més a més, aquesta variació en la composició isotòpica d'estronci marí proporciona restriccions sobre les taxes de propagació del fons marí i l'erosió continental al llarg del temps. En canvi, les proporcions isotòpiques de neodimi varien geogràficament en l'aigua del mar. Per consegüent, poden ser utilitzades com a traçadors de masses d'aigua i, a través de la seva incorporació en sediments com nòduls de manganès, per deduir la circulació oceànica passada.

### Geoquímica d'isòtops estables
| Subdivisions del període Quaternari | Subdivisions del període Quaternari | Subdivisions del període Quaternari | Subdivisions del període Quaternari |
| Sistema                             | Sèrie                               | Estatge                             | Edat (Ma)                           |
| ----------------------------------- | ----------------------------------- | ----------------------------------- | ----------------------------------- |
| Quaternari                          | Holocè                              | Megalaià                            | 0,0042                              |
| Quaternari                          | Holocè                              | Norgripià                           | 0,0082                              |
| Quaternari                          | Holocè                              | Grenlandià                          | 0,0117                              |
| Quaternari                          | Plistocè                            | Superior                            | 0,129                               |
| Quaternari                          | Plistocè                            | Chibanià                            | 0,774                               |
| Quaternari                          | Plistocè                            | Calabrià                            | 1,80                                |
| Quaternari                          | Plistocè                            | Gelasià                             | 2,58                                |
| Neogen                              | Pliocè                              | Plasencià                           | més antic                           |

El 1947 el físic estatunidenc Harold C. Urey (1893-1981), el químic estatunidenc Jacob Bigeleisen (1919-2010) i la física alemanya Maria Göppert-Mayer (1906-1972) demostraren teòricament que la massa isotòpica té un efecte dependent de la temperatura sobre l'enllaç químic. Urey se'n adonà que aquesta dependència oferia la possibilitat de determinar paleotemperatures. Cesare Emiliani (1922-1995), geòleg italià, determinà les proporcions isotòpiques d'oxigen en les closques de calcita de foraminífers planctònics procedents de mostres del fons marí. Observà que els canvis climàtics del Plistocè eren una conseqüència de petites variacions cícliques en la translació i la rotació de la Terra, com el científic serbi Milutin Milanković (1879-1958) ja havia teoritzat (teoria de Milanković) i que s'ha convertit en un paradigma central en paleoclimatologia. Les proporcions isotòpiques estables s'han convertit en el principal indicador de paleotemperatura. El geoquímic danès Willi Dansgaard (1922-2011) estudià els isòtops d'oxigen i d'hidrogen en les capes de gel de Groenlàndia i l'Antàrtida, proporcionant una història extraordinàriament detallada de les oscil·lacions climàtiques del Plistocè.
El 1953 l'estatunidenc Harmon Craig (1926-2003) documentà la variació en l'enriquiment en carboni 13, δ13C, en materials terrestres, demostrant l'esgotament sistemàtic del carboni orgànic en 13C, amb els detalls de la fraccionament durant la fotosíntesi treballats per Rodrick Park i Samuel Epstein. Craig també documentà el 1961 la correlació entre els isòtops d'oxigen i hidrogen i el clima en l'aigua meteòrica, anomenada línia de l'aigua meteòrica, i a partir d'això donà resposta a l'origen de l'aigua hidrotermal. Altres exemples inclouen l'establiment del fraccionament d'oxigen i hidrogen entre minerals en les reaccions roca-aigua (1963) i el fraccionament de carboni i nitrogen en la cadena alimentària (1978).
El cicle del carboni ha vinculat de manera intima l'evolució del clima i la vida a la Terra i, a la vegada, està vinculat als cicles de l'oxigen i el sofre mitjançant la fotosíntesi i la respiració. Quan començà la vida encara no és clar, però la descoberta de ratios de δ13C molt negatius en metasediments a Groenlàndia el 1999 i dipòsits d'aigües termals a Labrador el 2017, suggereixen que la vida començà fa uns 3,8 mil milions d'anys (3,8 Ga). Canvis en les taxes de fotosíntesi i l'enterrament de carboni orgànic canviaven els nivells d'oxigen i diòxid de carboni a l'atmosfera, afectant al seu torn el clima. El treball de l'estatunidenc Robert Berner (1935-2015) i altres del 1983 i els documents posteriors durant dues dècades, utilitzant els isòtops de carboni per deduir l'evolució del CO₂ atmosfèric, fou un altre punt d'inflexió en la geoquímica isotòpica estable. Un registre més detallat del CO₂ atmosfèric a través del Cenozoic s'aconseguí mitjançant dues altres aproximacions isotòpiques bastant diferents: l'anàlisi de carboni específic de composts i els isotops de bor.
Segons els càlculs teòrics la relació entre parelles d'isòtops hauria de dependre de la seva diferència de massa. El grup de Robert N. Clayton (1930-2017) mesurà el 1973 les relacions 17O/16O i 18O/16O en meteorits, descobriren que això no era així. Inicialment es pensà que era un efecte de la nucleosíntesi, però posteriorment es reconegué com una relació independent de la massa resultant de la fotodissociació i l'autoprotecció. Posteriorment, s'ha identificat el fraccionament independent de la massa en una varietat de materials terrestres, sobretot en gasos estratosfèrics. La descoberta més significativa fou la dels isòtops de sofre en sediments arqueans i proterozoics inicials i la seva absència en tots els sediments dipositats posteriorment. Farquhar i Wing el 2003 identificaren la fotòlisi ultraviolada del SO₂ a l'atmosfera com la causa. Aquesta descoberta confirmà que l'atmosfera es tornà oxidant per primer cop fa uns 2,3 mil milions d'anys (2,3 Ga), anomenat el «Gran Esdeveniment d'Oxidació». Sorprenentment, el sofre amb fraccionament independent de la massa també s'ha trobat en diamants i en inclusions de sulfurs en basalts d'illes de l'Oceà Pacífic, demostrant que els cicles geoquímics terrestres s'estenen des de l'atmosfera fins a la base del mantell.
Un avenç important recent ha estat l'anàlisi anomenada d'isòtops aglomerats, que involucra l'anàlisi de la distribució dels isòtops de parelles d'elements, com ara el carboni i l'oxigen. El 2004 es demostrà teòricament que l'abundància relativa d'una espècie isotòpica específica, o isotòlegs, com ara 18O, 13C o 16O en el CO₂ gas, depèn de la temperatura i es comprovà experimentalment. Per tant, la geotermometria isotòpica d'isòtops aglomerats ofereix una avantatge respecte a la geotermometria isotòpica convencional, ja que la temperatura d'equilibració es pot determinar a partir de l'anàlisi d'una sola fase així com de la composició isotòpica de la fase amb la qual s'ha equilibrat.

## L'evolució de les roques ígnies i metamòrfiques

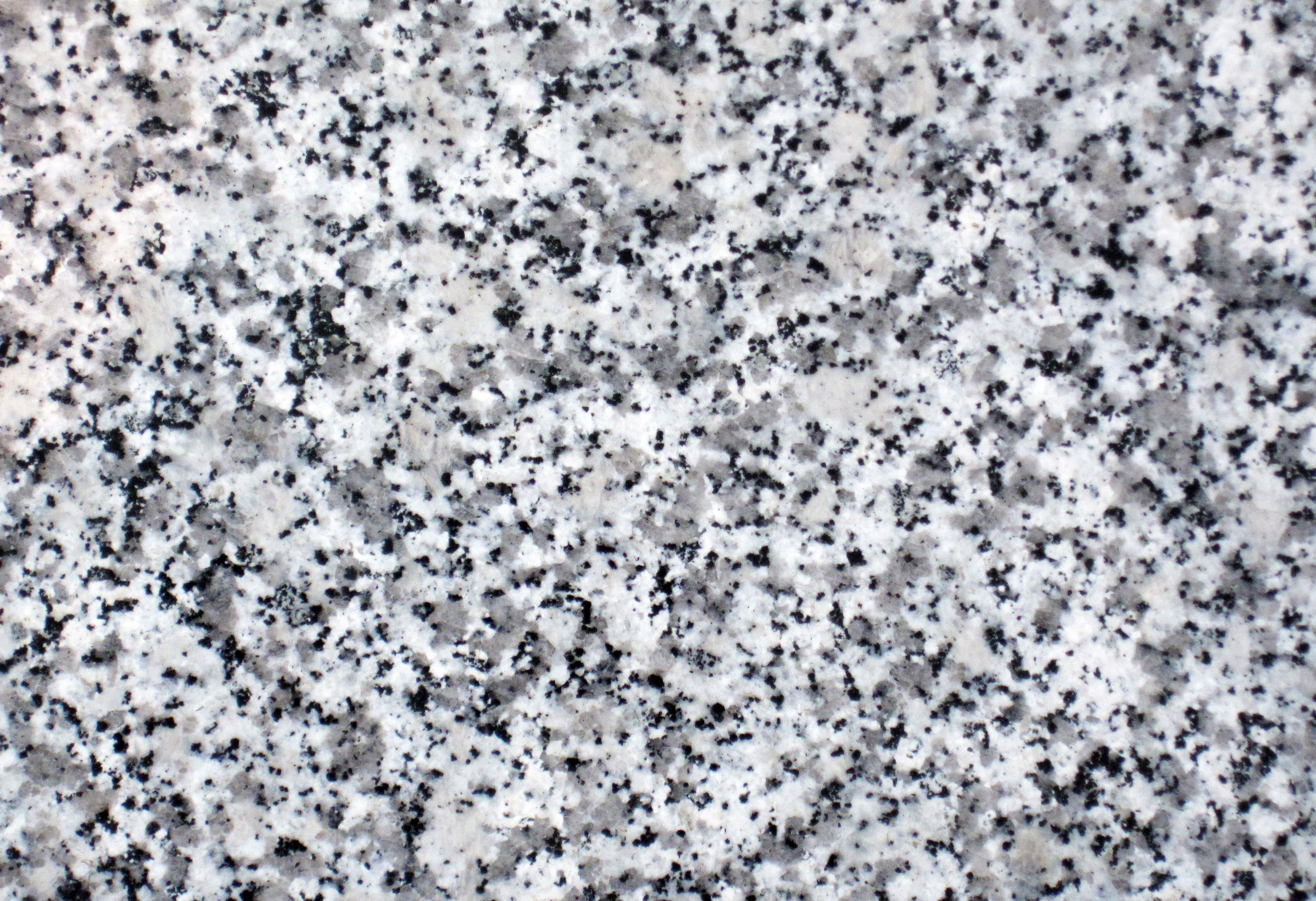
El granit és una roca ígnia.

El geòleg canadenc Norman L. Bowen (1887-1956) estudià cap el 1922 la fusió i cristal·lització de les roques ígnees per explicar la seva diversitat. Bowen demostrà la importància de la cristal·lització fraccionada en la producció de la diversitat de composicions, i el seu llibre, L'Evolució de les Roques Ígnies del 1928 posà les bases per a la petrologia experimental i teòrica moderna. A Finlàndia, Pentti E. Eskola (1883-1964) el 1920 desenvolupà el concepte de fàcies metamòrfica.
El 1966 l'australià Alfred Edward Ringwood (1930–1993) proposà que la discontinuïtat sísmica a una profunditat de 660 km era deguda a la transformació de silicat coordinat tetraedricament a coordinat octaedricament. Amb el desenvolupament de noves premses, els experiments foren capaços d'assolir pressions corresponents al nucli de la Terra. Aquest aparell, combinat amb l'escalfament amb làser, permeté a Lin-Gun confirmar el 1976 la transformació de l'olivina en bridgmanita. Experiments d'aquest tipus conduïren a un enfocament més quantitatiu i, en última instància, a una aproximació termodinàmica a la petrologia i al desenvolupament de la termobarometria: la determinació de la temperatura i pressió a les quals una roca s'equilibra.

## Química de la superfície de la Terra

### Meteorització i la zona crítica
A la superfície de la Terra, als oceans i a la denominada zona crítica, la regió més crítica per a la vida i la societat humana, definida com la superfície permeable de la Terra des de la part superior dels arbres fins a la base de la capa freàtica, l'aigua juga un paper predominant en el cicle de les roques, com indicà el 1847 Gustav Bischof. El 1939 Correns i von Engelhardt demostraren la importància del pH, en la meteorització. Krumbein i Garrels el 1952 afegiren l'estat d'oxidació. Si es pot identificar un únic fundador de la geoquímica a baixes temperatures moderna, aquest és l'estatunidenc Robert M. Garrels (1916-1988). Al llarg de la seva carrera, ell i els seus col·legues, establiren l'aproximació termodinàmica a les interaccions entre l'aigua i les roques, incloent-hi la meteorització i la sedimentació química. Els seus llibres, com Solutions, Minerals, and Equilibria (1965) i Evolution of Sedimentary Rocks (1971), encara se citen.

### Oceanografia química

Composició de l'aigua de la mar.

L'irlandès Robert Boyle (1627-1691) realitzà la primera determinació sistemàtica de la salinitat de l'aigua de mar el 1674, arribant a la conclusió que era aproximadament uniforme arreu dels oceans. Un segle més tard, el químic francès Antoine L. Lavoisier (1743-1794) realitzà el 1772 la primera anàlisi de l'aigua de mar en termes de sals precipitades (CaSO4∙H₂O, CaCO₃, MgSO4, etc.), en lloc d'elements. També observà que l'aigua de mar formava part d'un cicle geoquímic més ampli, escrivint: «L'aigua del mar resulta del rentat de tota la superfície del globus; això és en certa manera el rentat del gran laboratori de la natura». Un segle més tard, el 1884, l'alemany William Dittmar (1833-1892) confirmà que els ions majors estaven sempre presents en proporcions constants els uns als altres i a la salinitat total.

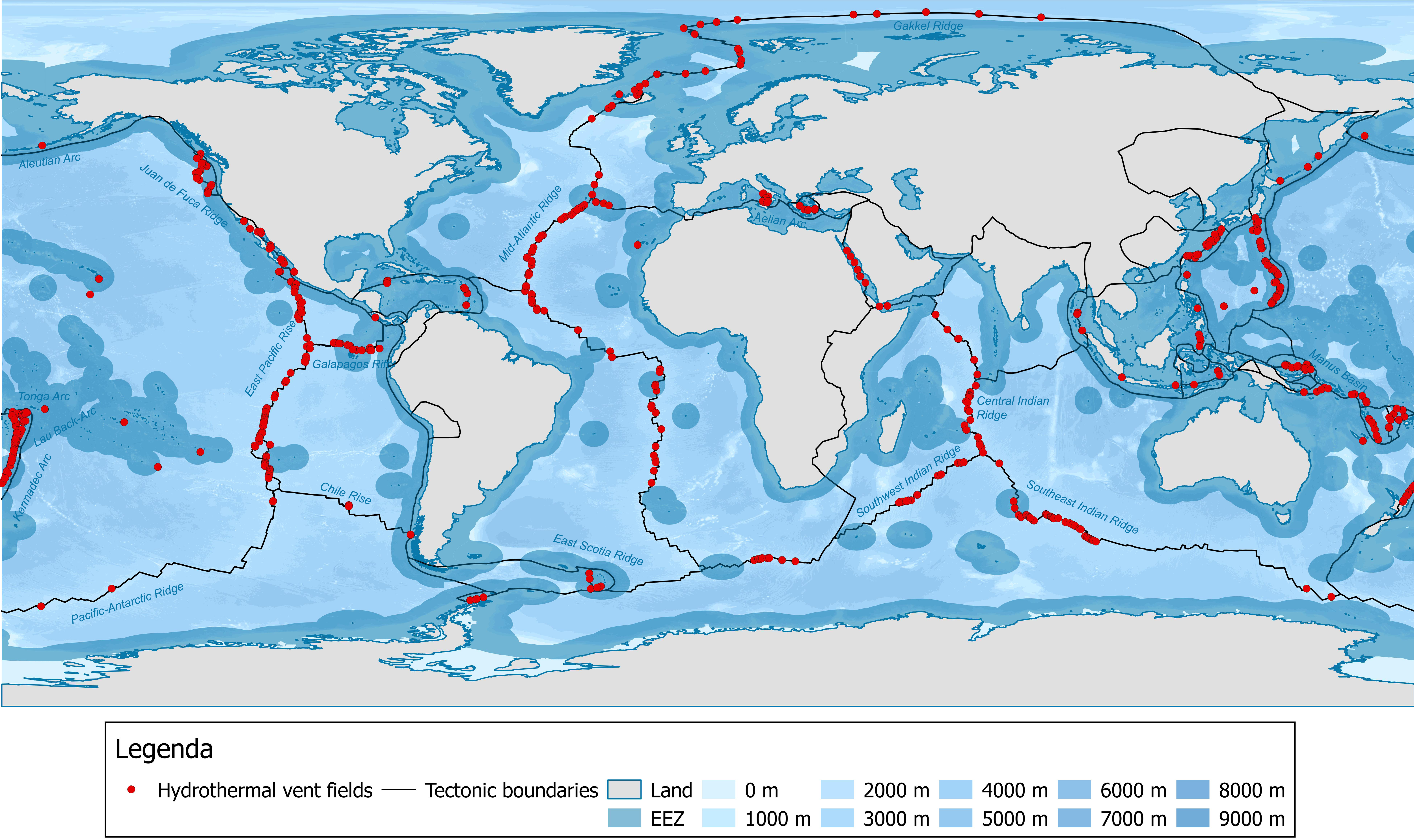
Zones de surgències hidrotermals.

La idea que els oceans no només acumulen sals, sinó que estan en algun tipus d'estat d'equilibri amb sortides que compensen les entrades començà a formar-se a mitjans del segle xx, culminant amb la introducció el 1952 del concepte de temps de residència per part del noruec Thomas F.W. Barth (1899-1971). A mesura que les dades sobre els sediments marins profunds s'acumulaven, la seva importància en l'equilibri geoquímic es feia evident. El concepte d'estat estacionari arribà a la maduresa amb la feina de Mac-Kenzie i Garrels del 1966, tot i que no fou fins al 1979 que es descobrí que l'activitat hidrotermal a les dorsals oceàniques era el principal abocador de magnesi i sulfat, i la recerca sobre les fonts i abocadors d'elements als oceans continua.

### Geoquímica orgànica

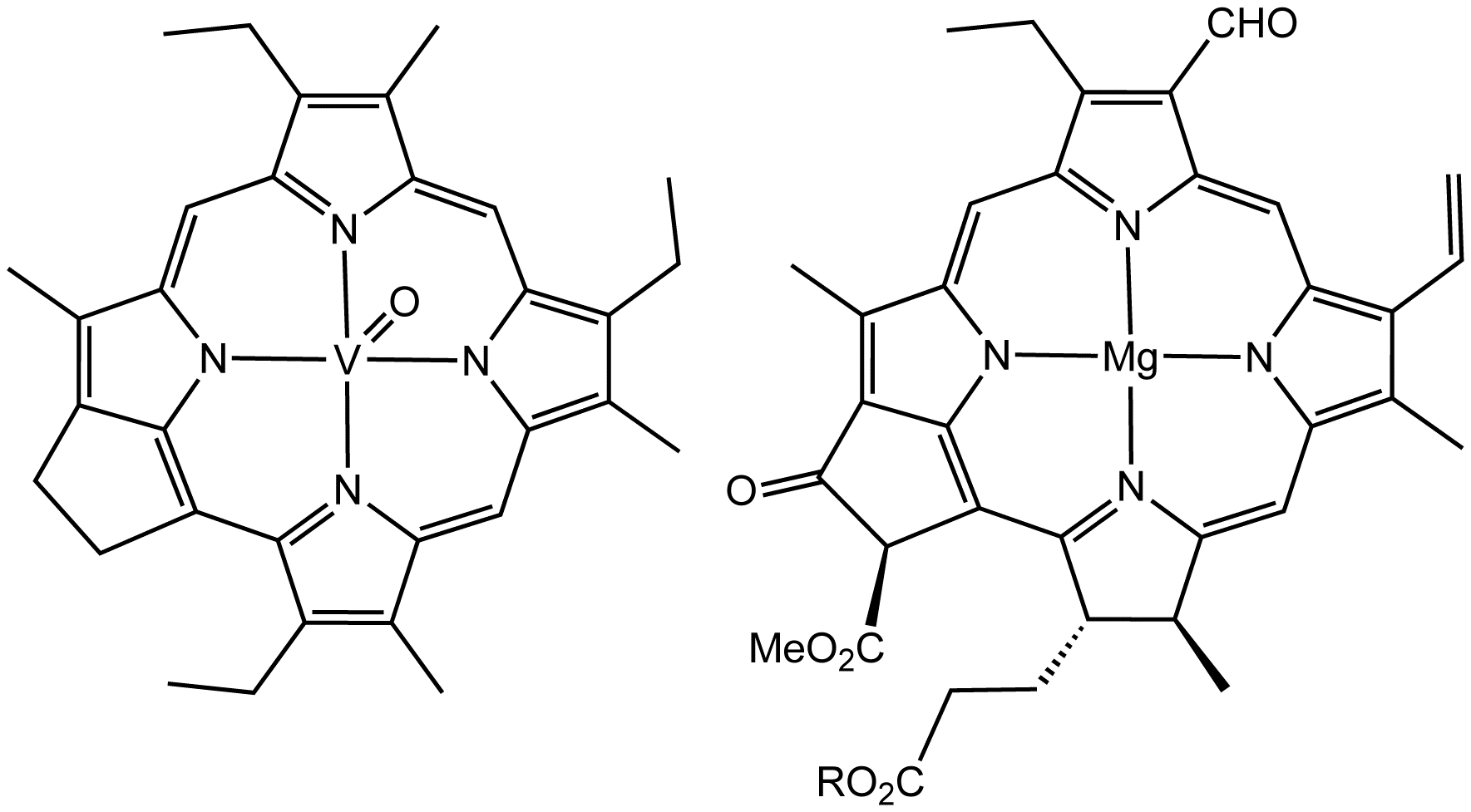
Estructura d'un compost de porfirina de vanadi (esquerra) extret del petroli per Alfred E. Treibs, i clorofil·la a (dreta).

Gran part de la recerca en geoquímica orgànica ha estat impulsada per la cerca de reserves d'hidrocarburs. A finals del segle XIX i principis del segle xx, el estatunidencs Thomas S. Hunt (1826-1892) i C. David White (1862-1935) confirmaren que la formació de petroli, gas natural i carbó es deu a la transformació progressiva de la matèria orgànica en els sediments durant el seu enfonsament. El descobriment del químic alemany Alfred E. Treibs (1899–1983) del 1934 que existien porfirines de vanadi presents en el petroli molt semblants a la clorofil·la fou una confirmació de l'origen biològic del petroli. Biomarcadors com els de Treibs s'utilitzen per associar el petroli amb les roques fonts sedimentàries específiques, determinar les rutes de migració i avaluar la grandària, l'extensió, la maduresa tèrmica i el potencial dels dipòsits, així com per associar la contaminació per hidrocarburs a fonts específiques de manera forense. Els biomarcadors també han resultat útils per desxifrar l'evolució de la vida. L'anàlisi isotòpica de composts d'algues marines s'ha utilitzat per determinar la concentració d'CO₂ atmosfèric al llarg del temps.
L'alemany August Pütter (1879-1929) descobrí el 1907 que la quantitat de carboni orgànic dissolt a l'aigua de mar superava la quantitat de carboni orgànic particulat, tant viu com mort. De fet, és comparable a la biomassa total viva i al CO₂ atmosfèric. Williams i Druffel el 1987 demostraren que el carboni orgànic dissolt de les profunditats oceàniques és sorprenentment antic, amb una edat d'uns 6 000 anys i majoritàriament d'origen marí. La recerca al llarg de les darreres dècades ha mostrat que àcids orgànics complexen una fracció substancial dels metalls en traces dissolts en aigües naturals (per exemple, >99% de Fe3+, ~98% de Zn, ~80% de Cd). La fracció de massa molecular elevada del carboni orgànic dissolt consisteix en biocondensats i la seva composició és notablement uniforme en tot l'oceà.
La matèria orgànica també és un component important dels sòls. Avenços recents suggereixen que l'humina consisteix en agregats moleculars de polímers vegetals parcialment descompostos units lliurement per interaccions entròpiques i/o enllaços no covalents i que aquests agregats no són inherentment estables contra la descomposició i que els factors ambientals i biològics controlen l'estabilitat de la matèria orgànica del sòl.

### Biogeoquímica

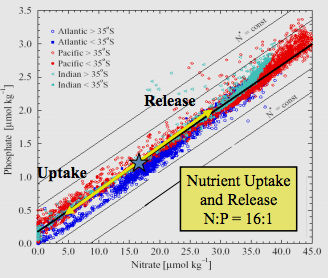
Relació fosfat/nitrat als oceans (relació de Redfield).

Al començament del segle XIX ja s'havia aconseguit una comprensió bàsica de la fotosíntesi, la respiració i la nutrició autòtrofa de les plantes gràcies al treball, entre d'altres, d'Antoine L. Lavoisier (1743-1794), Joseph Priestley (1733-1804) i Nicolas-Théodore de Saussure (1767-1845). Al començament del segle xx, de l'ecòleg rus Serguei Vinogradski (1856-1953) i del botànic neerlandès Martinus Beijerinck (1851-1903) ja havien demostrat la fixació bacteriana del nitrogen anaeròbic i aeròbic i l'oxidació i la reducció bacterianes del sofre. El paper del diòxid de carboni i els àcids orgànics en la meteorització de les roques també s'entenia a mitjan segle XIX; de fet, el químic francès Jacques-Joseph Ebelmen (1814–1852) el 1845 havia assenyalat que el CO₂ consumit en les reaccions de meteorització es precipitava posteriorment a l'oceà com carbonats de calci i magnesi (CaCO₃ i MgCO₃). El químic francès Jean Baptiste Dumas (1800-1884) descrigué el cicle bioquímic de l'oxigen a mitjan segle XIX. No obstant això, fou Vernadsky qui integrà els cicles biològics amb els geològics, és a dir, els cicles biogeoquímics.

Esquema de l'efecte d'hivernacle.

Alfred C. Redfield (1890-1983), oceanògraf estatunidenc, descobrí el 1934 que la relació nitrat/fosfat dissolt a l'aigua del mar és gairebé la mateixa que la del plàncton i, a més, que el nitrat, el fosfat i el carbonat augmentaven en concentració amb la profunditat en una proporció C/N/P = 106/16/1 (relació de Redfield). Com que el carboni i altres nutrients clau com el potassi estan presents a l'aigua del mar en abundància molt major, conclogué que el nitrogen i el fòsfor limiten la productivitat biològica i establí el cicle bioquímic marí d'aquests elements el 1963.
Molta recerca sobre els cicles biogeoquímics s'ha centrat en com han evolucionat al llarg de la història de la Terra i en la seva interacció amb el clima. Holland (1962) i Cloud (1968), entre d'altres, havien argumentat que l'atmosfera primitiva de la Terra es va oxidar per primer cop fa uns dos mil milions d'anys com a resultat de la fotosíntesi. Descobriments durant les dues últimes dècades ara estableixen el moment de l'«Esdeveniment de la Gran Oxidació» a uns 2,3 Ga, tot i que hi ha evidències de "bafarades" d'oxigen a l'Arqueà tardà (eó geològic que precedeix el Proterozoic, fa 2,5 Ga). Estudis recents també han revelat que els nivells d'oxigen romangueren baixos durant la major part del Proterozoic (eó anterior a l'aparició de vida complexa en abundància a la Terra, entre fa 2,5 i 0,54 Ga) i només començà a augmentar als nivells necessaris per a suportar metazous al Proterozoi tardà. Probablement no és una coincidència que les primeres restes fòssils de metazous datin d'aquest període.
El científic francès Jean-Baptiste Joseph Fourier (1768-1830) el 1827 s'adonà que l'atmosfera funcionava com un hivernacle, escalfant la superfície de la Terra. A finals del segle XIX, el treball del físic irlandès John Tyndall (1829-1893) i el físic estatunidenc Samuel P. Langley (1834-1906), entre d'altres, ja havia establert el mecanisme com l'adsorció de la radiació infraroja per part del CO₂, de manera que el químic suec Svante Arrhenius el 1896 predigué que la combustió de combustibles fòssils acabaria per provocar un escalfament global. El químic estatunidenc Harold C. Urey (1893-1981) el 1952 reconegué la importància de les reaccions de meteorització entre el CO₂ i les roques silícies per moderar els nivells atmosfèrics d'CO₂. Fites posteriors inclouen la hipòtesi de que la meteorització de silicats i la precipitació de carbonats posterior han amortit el CO₂ atmosfèric al llarg de la història de la Terra en consonància amb l'augment de la lluminositat solar per mantenir temperatures superficials habitables.

## Cosmoquímica

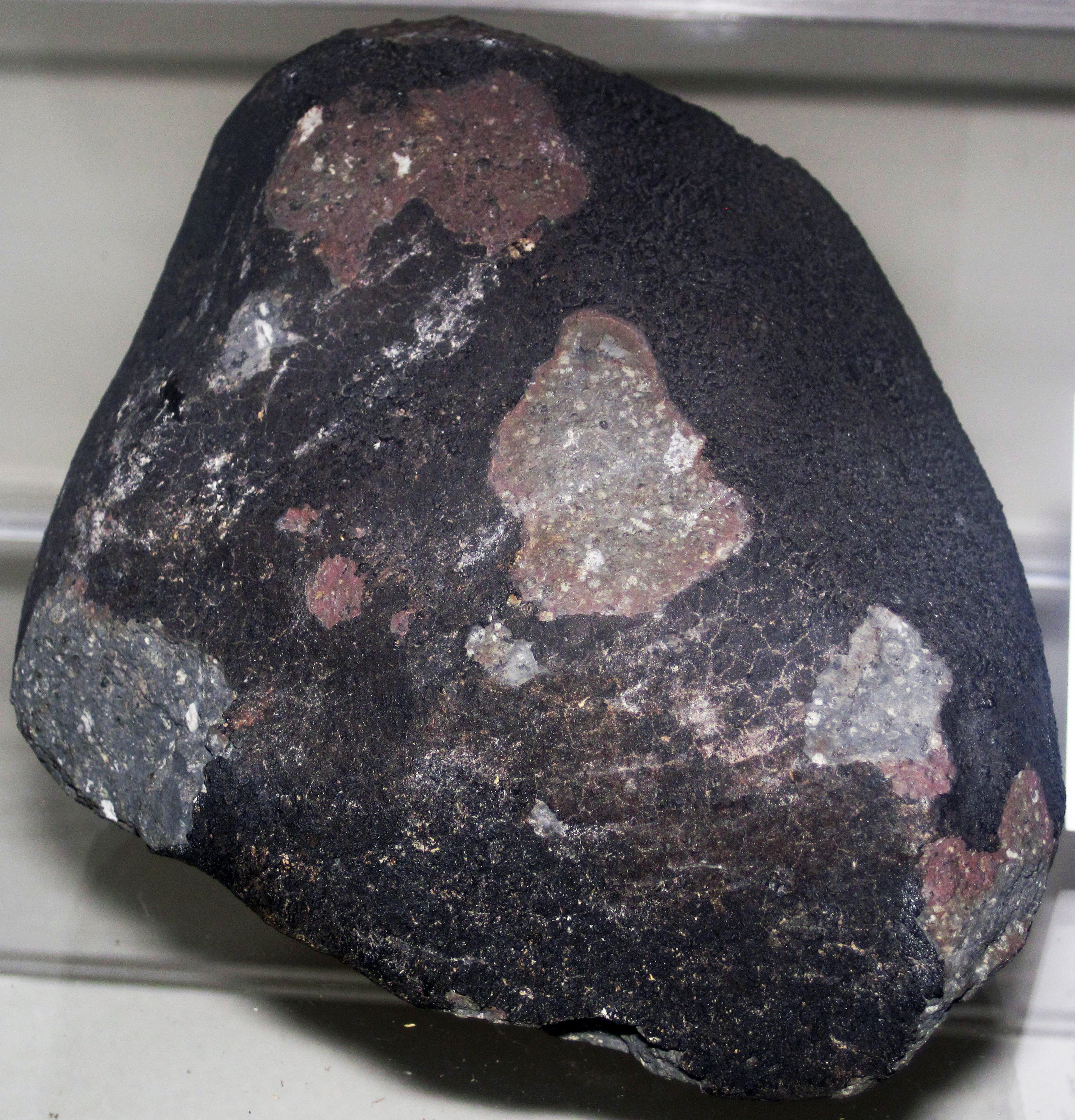
Pedra del meteorit Allende.

El terme «cosmoquímica» fou encunyat el 1940 per Rupert Wildt per anomenar la branca de la geoquímica que estudia el sistema solar i el seu origen. Gran part de l'evidència d'aquest origen prové dels meteorits i el químic francès Charles Barthold fou el primer en analitzar-ne un el 1800, una condrita que havia caigut a Alsàcia el 1492. Posteriorment Edward Howard (1774–1816), John Williams i Jacques-Louis Count de Bournon (1751–1825) analitzaren altres condrites ordinàries i en destacaren la seva similitud, confirmant el seu origen extraterrestre defensat pel físic alemany Ernst Chladni (1756-1827) el 1794. El químic suec Jöns Jacob Berzelius (1779-1948) realitzà el primer anàlisi d'una condrita carbonatada caiguda el 1806 i trobà un 12 % de carboni i observà la similitud amb l'humus. A mitjan segle XIX Robert Greg, Auguste Dabrée i Adolph Boisse proposaren independentment que els meteorits eren trossos d'un asteroide o planeta desintegrat. El 1884, Henry C. Sorby (1826–1908) començà a examinar-los amb un microscopi petrogràfic descrivint les còndrules com gotes congelades de pluja de foc i proposant que es formaren dins de la nebulosa solar.
El 1901 el geòleg estatunidenc Oliver C. Farrington (1864-1933) suggerí que la Terra té la mateixa composició que els meteorits, i de fet, les condrites segueixen sent la base per estimar la composició de la Terra. Farrington també observà que els meteorits de ferro havien cristal·litzat a partir de líquid lentament i que les còndrules havien cristal·litzat a partir de líquid ràpidament.
El denou nous minerals descoberts al meteorit Allende
| Nom           | Fórmula               | Nom        | Fórmula                  |
| Adrianita     | Ca12(Al4Mg₃Si7)O32Cl6 | Kaitianita | Ti₃O5                    |
| Allendeïta    | Sc4Zr₃O12             | Kangita    | Sc₂O₃                    |
| Beckettita    | Ca₂V6Al6O20           | Majindeïta | Mg₂Mo₃O8                 |
| Burnettita    | CaVAlSiO6             | Monipita   | MoNiP                    |
| Butianita     | Ni6SnS₂               | Nuwaïta    | Ni6GeS₂                  |
| Davisita      | CaScAlSiO6            | Panguita   | (Ti,Al,Sc,Mg,Zr,Ca)1,8O₃ |
| Grossmanita   | CaTi3+AlSiO6          | Paqueïta   | Ca₃TiSi₂(Al,Ti,Si)₃O14   |
| Hexamolibdè   | (Mo,Ru,Fe,Ir,Os)      | Rubinita   | Ca₃Ti₂Si₃O12             |
| Hibonita-(Fe) | (Fe,Mg)Al12O19        | Tistarita  | Ti₂O₃                    |
| Hutcheonita   | Ca₃Ti₂(Al₂Si)O12      |            |                          |

La cosmoquímica s'accelerà a mitjan segle xx. Harold C. Urey escriví diversos articles influents sobre l'origen de la Terra, les abundàncies còsmiques dels elements i la classificació de les condrites ordinàries. A aquesta època, les datacions radiomètriques ja havien madurat prou com per establir l'edat dels meteorits en 4,5 Ga i s'acumulava més dades de gran qualitat. Van Schmus i Wood (1967) establiren el mètode actual de classificar les condrites basant-se en la composició/mineralogia i l'alteració/metamorfisme del cos mare; posteriorment, els isòtops d'oxigen es convertiren en un criteri addicional de classificació.
Harry Lord calculà el 1965 la seqüència de condensació de la nebulosa solar. Aquests càlculs prediren que els òxids i silicats rics en Ca, Al i Ti havien de ser entre les primeres fases a condensar-se. El descobriment d'inclusions de calci-alumini en el meteorit Allende verificaren aquestes prediccions.

Recollida de regolita a la superfície de l'asteroide Bennu.

El 1957 Margaret Burbidge (1919-2020), Geoffrey Burbidge (1925-2010), William A. Fowler (1911-1995) i Fred Hoyle (1915-201) establiren la moderna teoria poligenètica de la nucleosíntesi. Tres anys després John Reynolds descobrí anomalies isotòpiques en el xenó dels meteorits, algunes de les quals eren clarament degudes a la desintegració del iode 129 (t1/2 = 15,7 Ma), però altres que eren aparentment nucleosintètiques. Posteriorment es trobaren anomalies isotòpiques en altres gasos nobles, la font de les quals resultava ser pols estel·lar de gegants roigs i supernoves, i molts altres elements.
El descobriment dels productes de la desintegració de radionúclids de molt curta vida, sobretot alumini 26 i manganès 53 en el meteorit Allende, demostraren que s'havien afegit nuclis nous a la nebulosa solar només poc abans i que finalment resultaria en una escala de temps detallada i quantitativa de l'evolució solar primerenca, sorprenentment revelant que els cossos mare evolucionats d'acondrites i ferros eren més antics, no més joves, que els de meteorits més primitius. Ara sembla que la part interna de la nebulosa solar, incloent-hi els materials a partir dels quals es formà la Terra, estava lleugerament enriquida en nuclis produïts en gegants roigs i l'exterior del sistema solar estava lleugerament més enriquit en nuclis produïts en supernoves.
Les mostres de regolita de l'asteroide Bennu recollides per la missió OSIRIS-REx de la NASA que han arribat a la Terra el setembre de 2023 permetran analitzar amb precisió la composició d'aquest asteroide que està format per material de les primeres etapes de formació del sistema solar.